# Santa Rosalía (Antonio van Dyck)
Santa Rosalía es un óleo sobre lienzo, pintado hacia 1625 del pintor flamenco Anton van Dyck. Se encuentra en el Museo del Prado en Madrid (España).

## Historia
Originalmente fue propiedad de Giovan Francesco Serra di Cassano, y posteriormente fue comprado por Felipe IV de España a través de su virrey de Nápoles Gaspar de Bracamonte Guzmán en 1664.

## Descripción
Este cuadro es parte de un grupo de obras dedicadas a Santa Rosalía realizadas por el artista a mediados de la década de 1620 mientras estaba atrapado en Palermo debido a una plaga de peste. Las obras realizadas por el flamenco durante su estancia palermitana dejaron su huella en el estilo del pintor italiano Pietro Novelli, que también residía en la ciudad.
Van Dyck utiliza la misma composición en tres de esas obras (ahora en Palermo, Londres y Houston), pero en ésta agrega una calavera en la mano izquierda de la santa y la convierte de una representación de cuerpo entero a tres cuartos de longitud. Todas fueron prestadas a la Dulwich Picture Gallery en 2011-2012.